# Prescottia
Prescottia ist eine Pflanzengattung in der Familie der Orchideen (Orchidaceae). Die etwa 17 Arten sind in der Neotropis verbreitet.

## Beschreibung

### Vegetative Merkmale
Die Arten der Gattung Prescottia sind terrestrisch wachsende, ausdauernde krautige Pflanzen. Die büschelweise entspringenden Wurzeln sind behaart, fleischig und oft knollig verdickt. Die Laubblätter stehen in einer grundständigen Rosette, sie sind deutlich oder kaum gestielt. Die fleischige Blattspreite ist oval.

### Generative Merkmale
Der endständige, traubige Blütenstand ist meist lang, aufrecht, mit einigen Hochblättern besetzt und im oberen Bereich behaart. Er trägt zahlreiche kleine Blüten, die dicht beisammenstehen. Der Fruchtknoten ist ungestielt und drüsig behaart. Die Blüten sind nicht resupiniert.
Die zwittrigen Blüten sind zygomorph und dreizählig. Die Blütenhüllblätter sind von dünner Textur. Die drei Sepalen sind am Grund meist schüsselförmig verwachsen, der freie Teil ist ausgebreitet oder zurückgeschlagen. Die Petalen sind schmal und mit der Basis der Sepalen verwachsen. Die Lippe ist im Gegensatz zu den anderen Blütenhüllblättern fleischig, sie ist hauben- oder muschelförmig über die Blüte gebreitet. An der Basis ist sie abrupt verschmälert (genagelt) und mit dem Säulenfuß verwachsen, sie bildet dort zusammen mit der Basis der anderen Blütenblätter ein Nektarium. Die Säule ist kurz und fleischig, vorne geflügelt, an der Basis kurz über die Ansatzstelle am Fruchtknoten hinausreichend (Säulenfuß). Die Narbe besteht aus nur einer Fläche. Das Staubblatt enthält vier mehlige Pollinien.
Die Kapselfrüchte sind oval.

### Ökologie
Bei Prescottia densiflora wurden Bienen aus der Familie Halictidae als Blütenbesucher beobachtet, die durch Duft und Nektar angelockt werden. Andere Arten sind selbstbestäubend.

## Vorkommen
Prescottia ist von Florida und Mexiko südwärts über Zentralamerika und Karibische Inseln bis in die Nordhälfte Südamerikas verbreitet. Die südlichsten Vorkommen finden sich in Argentinien, Paraguay und Uruguay. Es werden Höhenlagen bis zu 3000 Metern besiedelt. Die Standorte liegen meist im Schatten von Wäldern oder Gebüschen.

## Systematik und botanische Geschichte

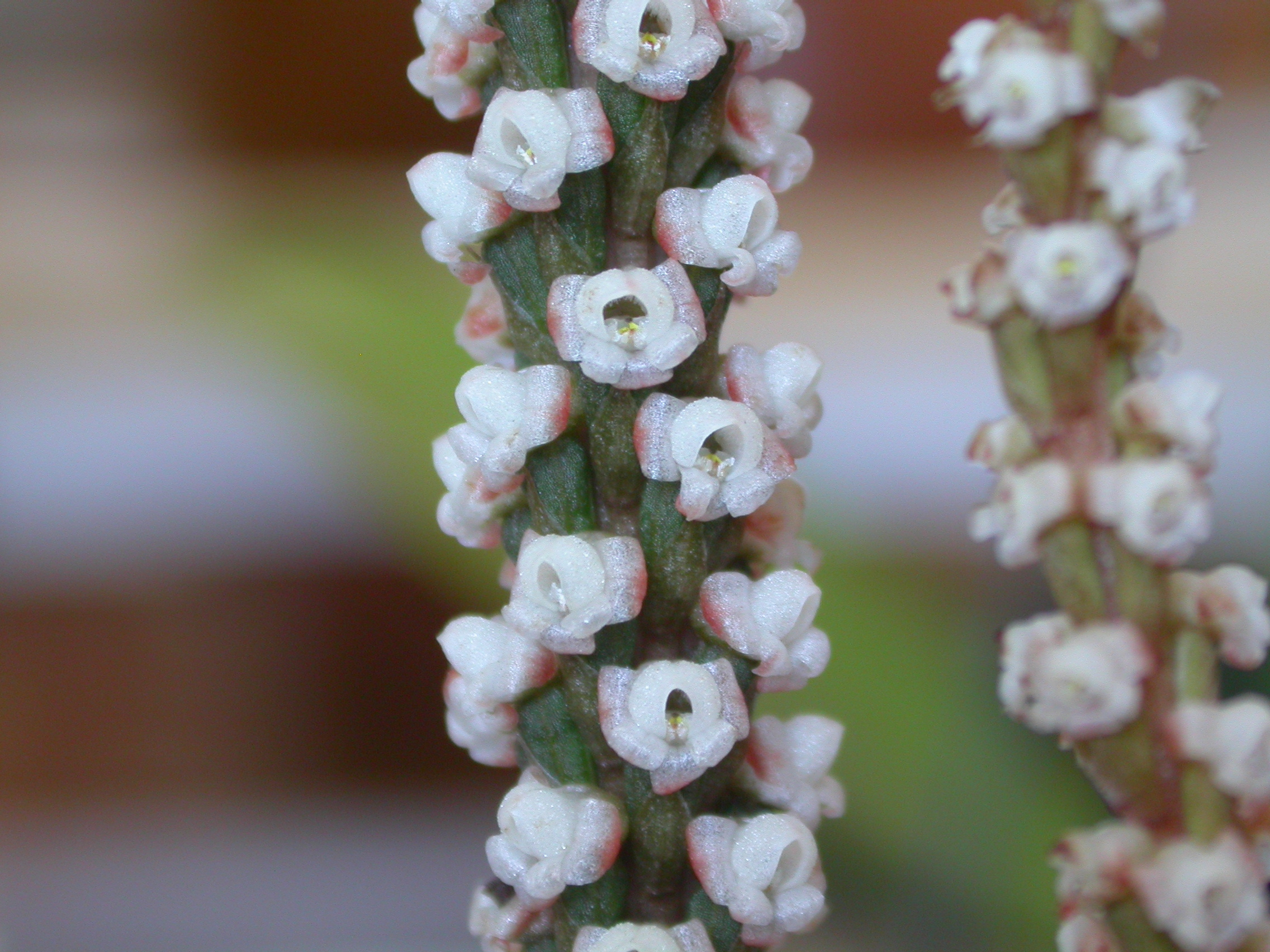
Prescottia oligantha

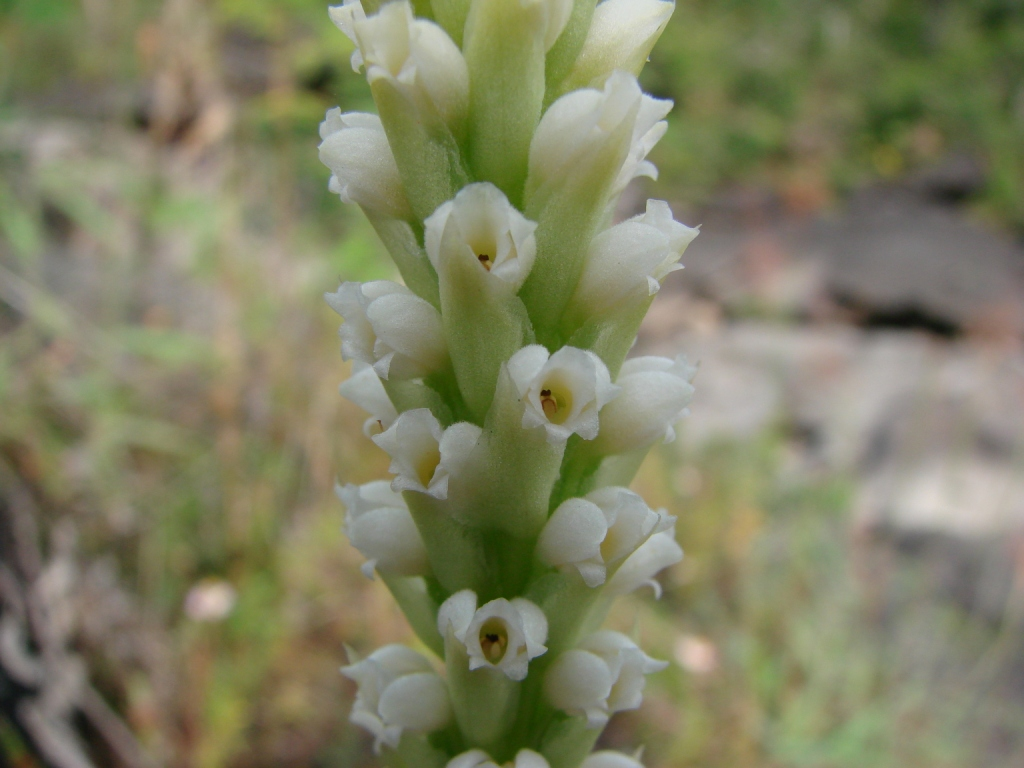
Prescottia plantaginifolia

Die Gattung Prescottia wurde 1824 von Lindley (in der Schreibweise Prescotia) in Exotic Flora, Containing Figures and Descriptions of New, Rare or Otherwise Interesting Exotic Plants Band 2, Teil 13, Tafel 115 aufgestellt. Der Gattungsname Prescottia ehrt den britischen Arzt und Botaniker John D. Prescott (1760–1837). Typusart ist Prescottia plantaginifolia.
Die Gattung Prescottia gehört zur Subtribus Cranichidinae aus der Tribus Cranichideae in der Unterfamilie Orchidoideae innerhalb der Familie der Orchidaceae. Die Gattung war namensgebend für die Subtribus Prescottiinae, in der Prescottia mit einigen in den Hochlagen der Anden beheimateten Gattungen zusammengefasst wurde. Diese sind allerdings nicht besonders nah mit Prescottia verwandt.
Es gibt etwa 24 Prescottia-Arten:
- Prescottia auyantepuiensis Carnevali & G.A.Romero: Venezuela
- Prescottia carnosa C.Schweinf.: Venezuela bis Guayana
- Prescottia cordifolia Rchb. f.: Mittelamerika bis Ecuador und Karibik
- Prescottia densiflora (Brongn.) Lindl.: Brasilien und Uruguay
- Prescottia ecuadorensis C.O.Azevedo & Van den Berg: Ecuador
- Prescottia filiformis Schltr.: Kolumbien
- Prescottia glazioviana Cogn.: Brasilien
- Prescottia gracilis Schltr.: Kolumbien und südliches Venezuela
- Prescottia lancifolia Lindl. (Syn.: Prescottia epiphyta Barb.Rodr., Prescottia octopollinica Barb.Rodr.): Brasilien
- Prescottia leptostachya Lindl.: Brasilien
- Prescottia lojana Dodson: Südliches Venezuela, Kolumbien und Ecuador
- Prescottia montana Barb.Rodr.: Brasilien und Argentinien
- Prescottia mucugensis C.O.Azevedo & Van den Berg: Brasilien
- Prescottia oligantha (Sw.) Lindl. (Syn.: Prescottia microrhiza Barb.Rodr., Prescottia nivalis Barb.Rodr., Prescottia pubescens Barb.Rodr.): Südliches Florida bis tropisches Amerika
- Prescottia ostenii Pabst: Brasilien und Uruguay
- Prescottia petiolaris Lindl.: Kolumbien, Ecuador, Peru, Bolivien
- Prescottia phleoides Lindl.: Südöstliches Brasilien
- Prescottia plantaginifolia Lindl. ex Hook. (Syn.: Prescottia rodeiensis Barb.Rodr., Prescottia plantaginea Lindl. ex Hook., Prescottia stricta Schltr.): Brasilien
- Prescottia polyphylla Porsch: Brasilien
- Prescottia sibundoyensis S.Nowak, Kolan., Medina Tr. & Szlach.: Die 2019 erstbeschriebene Art kommt im südlichen Kolumbien vor.[4]
- Prescottia smithii Schltr.: Nordöstliches Kolumbien
- Prescottia spiranthophylla Barb.Rodr.: Brasilien
- Prescottia stachyodes (Sw.) Lindl. (Syn.: Prescottia pellucida Lindl., Prescottia petiolaris Lindl., Prescottia tepuyensis Carnevali & C.A.Vargas, Prescottia villenarum Christenson): Mexiko bis tropisches Amerika

Nicht mehr zu dieser Gattung wird gerechnet:
- Prescottia tubulosa (Lindl.) L.O.Williams → Galeoglossum tubulosum (Lindl.) Salazar & Soto Arenas